# Bàdminton
El bàdminton és un esport de raqueta que es juga amb raquetes per colpejar un volant a través d'una xarxa. Tot i que es pot jugar amb equips més grans, les formes més habituals del joc són "individuals", amb un jugador per banda, i "dobles", amb dos jugadors per banda. El bàdminton es juga sovint com una activitat casual a l'aire lliure en un pati o a la platja, mentre que els jocs formals es juguen en una pista coberta rectangular. Els punts s'anoten colpejant el volant amb la raqueta perquè vagi a la meitat de la pista de l'altre equip de manera que l'adversari no el pugui tornar.
Cada costat només pot colpejar el volant una vegada abans que passi per sobre de la xarxa. El joc finalitza un cop el volant ha colpejat el terra o el terra, o si l'àrbitre, el jutge de servei, o en el seu absència el bàndol contrari, ha marcat una falta.
El volant és un projectil de plàstic, en partits informals, o plomes, que vola de manera diferent a les pilotes que s'utilitzen en molts altres esports. En particular, les plomes creen una resistència molt més alta, fent que el volant es desacceleri més ràpidament. Els volants també tenen una velocitat màxima alta en comparació amb les pilotes d'altres esports de raqueta. El vol del volant dona a l'esport el seu caràcter distintiu.
El joc es va desenvolupar a l'Índia britànica a partir del joc anterior de battledore i shuttlecock o jeu de volant. El joc europeu va arribar a ser dominat per Dinamarca, però el joc s'ha fet molt popular a Àsia, amb competicions recents dominades per la Xina. Aquest esport està fortament dominat pels esportistes asiàtics: Xina, Indonèsia i Corea del Sud van aconseguir 28 medalles d'or sobre 29.

El 1992, el bàdminton va debutar com a esport olímpic d'estiu en els Jocs Olímpics de Barcelona (1992) amb cinc modalitats: individual masculí, individual femení, dobles masculí i dobles femení; es van afegir dobles mixtes quatre anys més tard. A nivells elevats de joc, l'esport requereix una forma física excel·lent: els jugadors necessiten resistència aeròbica, agilitat, força, velocitat i precisió. També és un esport tècnic, que requereix una bona coordinació motriu i el desenvolupament de moviments de raqueta sofisticats.

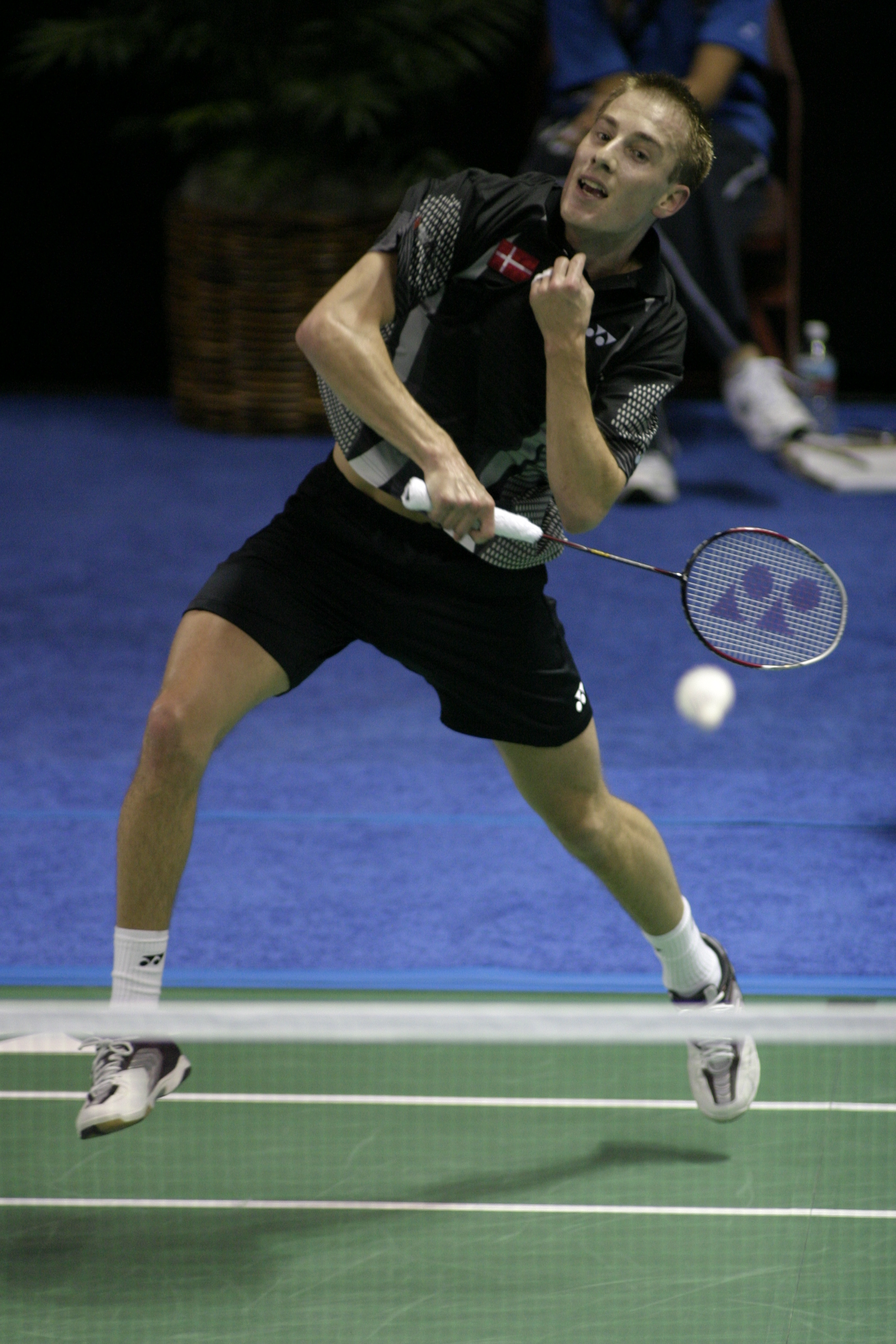
Un instant en una partida de Bàdminton

## Història

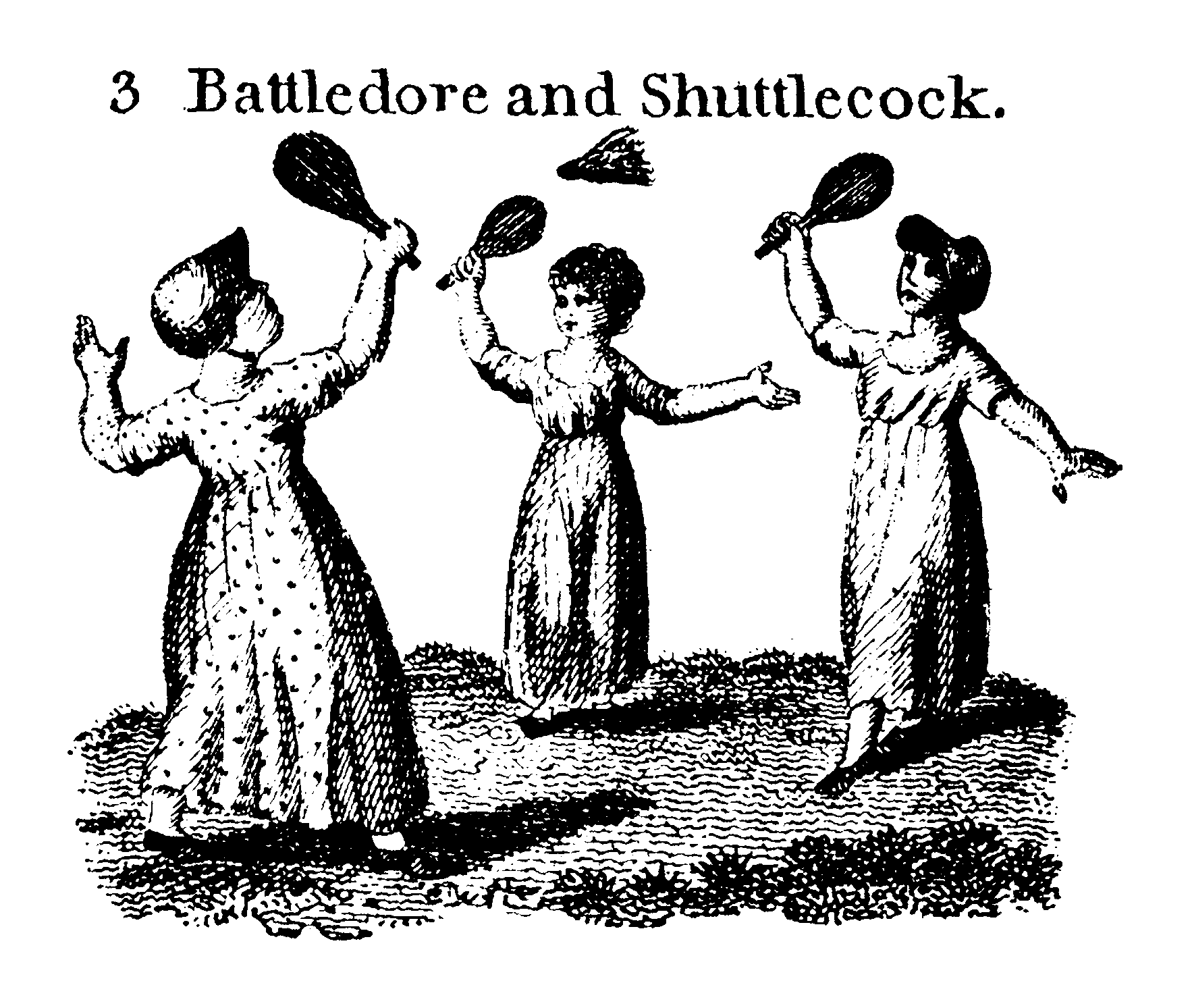
Una representació de 1804 de Battledore i Shuttlecock.

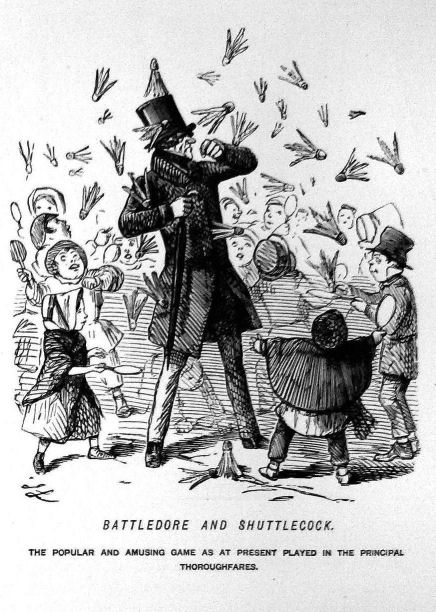
Una representació de 1854 de Battledore i Shuttlecock de John Leech.

Els jocs que utilitzen volants s'han jugat durant segles a Euràsia, però el joc modern de bàdminton es va desenvolupar a mitjan segle XIX entre els oficials expatriats de l'Índia britànica com una variant del joc anterior de battledore i shuttlecock, que es jugava com una forma de diversió amb dos pales de fusta i una pilota. El terme battledore era un terme més antic per a "raqueta". El seu origen exacte no és clar. Se sap que el nom deriva de la casa de bàdminton del duc de Beaufort a Gloucestershire, però encara no és clar per què o quan va aparèixer. Ja l'any 1860, un comerciant de joguines londinenc anomenat Isaac Spratt va publicar un llibret titulat Badminton Battledore – A New Game, però no es coneix cap còpia que hagi sobreviscut. Un article de 1863 a The Cornhill Magazine descriu el bàdminton com "el battledore i el volant jugaven amb els costats, a través d'una corda suspesa a uns cinc peus del terra".
El joc es va desenvolupar originalment a l'Índia entre els expatriats britànics, on era molt popular a la dècada de 1870. El bàdminton de pilota, una forma del joc que es juga amb una bola de llana en comptes d'un volant, es jugava a Thanjavur des de la dècada de 1850 i al principi els britànics van jugar de manera intercanviable amb el bàdminton, ja que la bola de llana era preferit en temps de vent o humit.
Al principi, el joc també va ser conegut com a Poona o Poonah després de la ciutat de la guarnició de Poona,  on era particularment popular i on es van redactar les primeres regles del joc el 1873. El 1875, els oficials que tornaven a casa van crear un club de bàdminton a Folkestone. Inicialment, l'esport es jugava amb equips d'1 a 4 jugadors, però ràpidament es va veure que els partits entre dos o quatre competidors funcionaven millor. Els volants estaven recoberts de cautxú de l'Índia i, en el joc a l'aire lliure, de vegades ponderats amb plom. Tot i que la profunditat de la xarxa no tenia cap conseqüència, es preferia que arribés a terra. En la seva forma original, el bàdminton era un joc més aviat formal que es practicava vestint casaques Príncep Albert, sabates botonat, corbatí i pantalons bombats de seda.
L'esport es va jugar sota les regles de Pune fins al 1887, quan JHE Hart del club de bàdminton de Bath va redactar les normes revisades. El 1890, Hart i Bagnel Wild van tornar a revisar les regles. L'Associació de Bàdminton d'Anglaterra (BAE) va publicar aquestes regles el 1893 i va llançar oficialment l'esport a una casa anomenada "Dunbar" a Portsmouth el 13 de setembre. El BAE va iniciar la primera competició de bàdminton, l'All England Open Badminton Championships per a dobles masculins, dobles femenins i dobles mixtes, l'any 1899. Les competicions individuals es van afegir el 1900 i el 1904 es va fer un partit de campionat Anglaterra - Irlanda.
Anglaterra, Escòcia, Gal·les, Canadà, Dinamarca, França, Irlanda, els Països Baixos i Nova Zelanda van ser els membres fundadors de la Federació Internacional de Bàdminton el 1934, actualment coneguda com la Federació Mundial de Bàdminton. L'Índia es va unir com a filial el 1936. La BWF governa el bàdminton internacional. Tot i que es va iniciar a Anglaterra, el bàdminton competitiu masculí ha estat tradicionalment dominat a Europa per Dinamarca. A tot el món, les nacions asiàtiques s'han convertit en dominants en la competència internacional. La Xina, Dinamarca, Indonèsia, Malàisia, l'Índia, Corea del Sud, Taiwan (que juga com a "Taipei xinès") i Japó són les nacions que han produït de manera constant jugadors de classe mundial en les últimes dècades, sent la Xina la força més gran en homes i dones recentment. La Gran Bretanya, on es van codificar les regles del joc modern, no es troba entre les màximes potències de l'esport, però ha tingut èxits olímpics i mundials significatius en el joc de dobles, especialment el doble mixt.

## Reglament

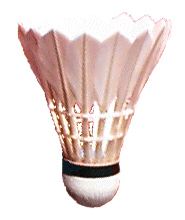
Volant, pluma, mosca o gallet

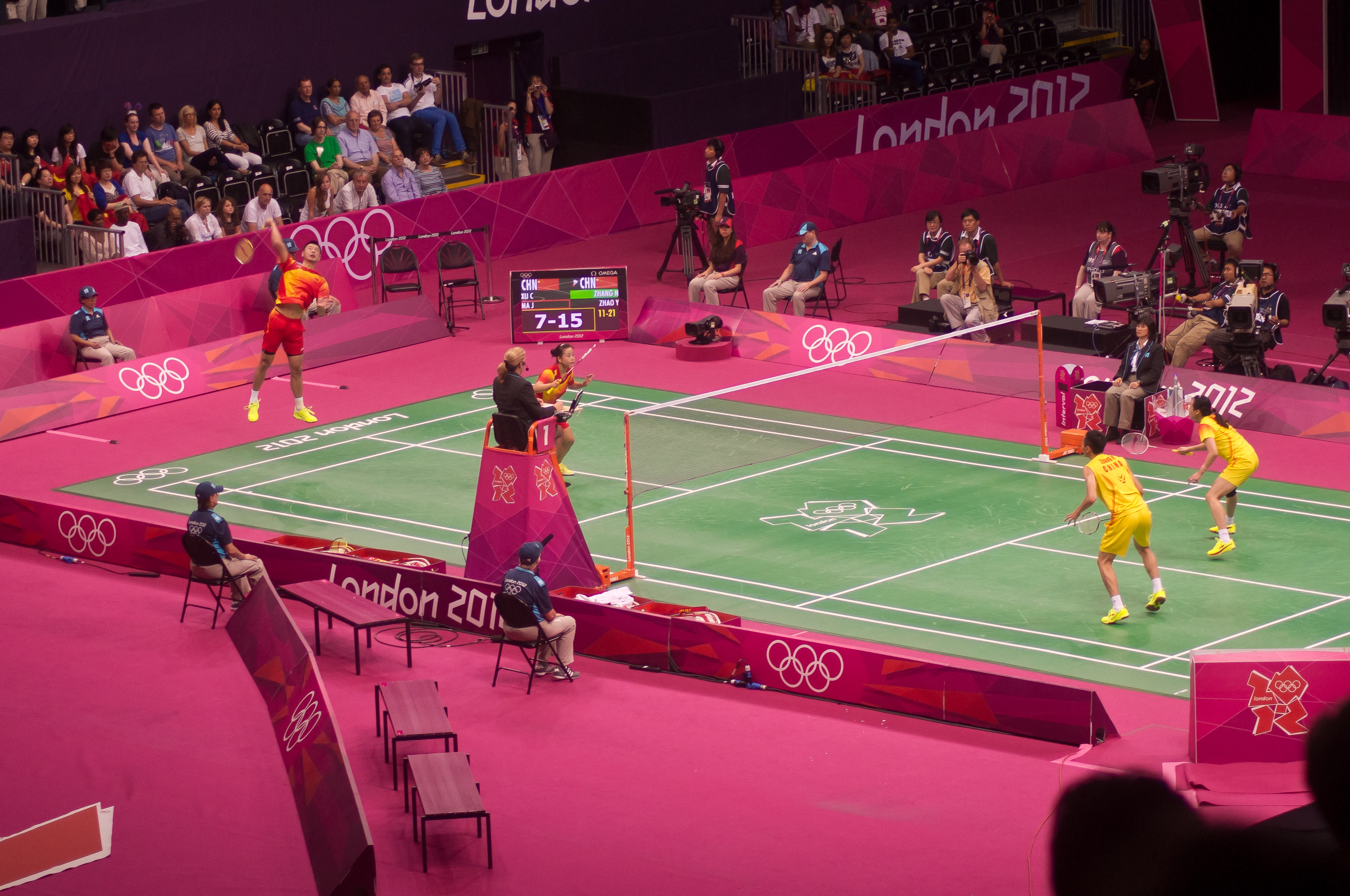
Final de dobles a les Olimpíades de 2012

### La pista
Es delimita per línies de quatre centímetres d'amplada, excepte per la línia mitjana que delimita la zona de servei del costat dret amb la zona de servei del costat esquerre, que és més prima. Cada línia forma part de la superfície delimitada i està traçada al seu interior. Es traça la línia mitjana repartint la seva amplada entre les dues zones de servei. Pels jocs d'individuals, la pista es delimita per les línies laterals interiors i la línia de fons exterior. Per al joc de dobles, la pista es delimita per les línies exteriors.
L'amplada total de la pista és de 6,1 metres, i en individuals es redueix a 5,18 metres. La longitud total és de 13,4 metres. Les zones de servei estan delimitades per una línia central que divideix l'amplada de la pista, el servei curt, situada a 1,98 metres de la xarxa, i per les línies exteriors en el lateral i el fons. En dobles, la zona de servei també està delimitada per una línia per al servei llarg, que es troba a 0,78 metres de la línia de fons. Normalment les línies que delimiten la pista es marquen tant per al joc d'individuals com el de dobles, encara que les lleis permeten que la pista marcada sigui només d'individual. En els dobles la pista és igual que en individual, però la zona de servei en dobles és més curta.

### La xarxa i els pals
La xarxa ha de ser de malla de corda fina o fibra artificial, necessàriament de color fosc. Els quadres que conformen la malla de la xarxa han de tenir d'uns 15 mm. a 20 mm. La vora superior de la malla portarà una cinta blanca doblada, de 7,5 cm.
La xarxa reglamentària mesura 76 cm d'ample i 6,20 m de llarg. Es col·loca verticalment sobre la línia central del terreny de joc, per a dividir-ho en dues meitats iguals.
L'altura de la xarxa és d'1,524 metres al centre del terreny de joc, mesurat des del sòl a la vora superior de la cinta blanca de la xarxa. En la posició de la xarxa sobre els pals, ha de mesurar des del sòl 1,55 metres.

### La raqueta
Constitueix l'instrument més important de tot l'equipament. Per escollir la raqueta cal tenir en compte el seu pes, el material del qual es componen el marc i la canya, l'equilibri del pes i l'ample de l'empunyadura. Actualment, gairebé totes les raquetes són metàl·liques i porten components de diferent tipus: grafit, carboni, bor, etc.
Hi ha diverses marques de raquetes al mercat. El preu varia segons la qualitat. El seu pes màxim aconsellat és de 120 gr., amb el cordam inclòs. Hi ha raquetes per a l'alta competició, de gran flexibilitat i qualitat, amb un pes d'entre 75 i 80 gr.
El cordam és especial per al Bàdminton, el més fi dels esports de raqueta, i cal tensar-lo entre 5 i 9 kg. Alguns jugadors d'elit poden arribar a utilitzar tensions superiors. El cordam es pot reparar manualment, sense que calgui canviar-lo tot.

### El volant
El volant o també anomenat ploma pesa de 4,75 a 5,10 g. Té 16 plomes fixades sobre una base de suro de 2,54 a 2,86 cm de diàmetre. La longitud de les plomes és de 6,4 a 7 cm. Hi ha dos tipus de volant: el de plomes i el de niló o plàstic. Per la seva durada i la seva resistència més elevada, recomanen el de niló als jugadors que s'inicien en el joc. El volant de plomes s'utilitza generalment a les competicions d'alt nivell.

### El partit
En cada un dels sets o jocs, els jugadors puntuen sempre que guanyin el punt (ral·li) que estaven disputant (això difereix de l'antic sistema, en el qual només es puntuava en el marcador en aconseguir el punt disputat amb el servei). El partit consta de 3 sets i de 21 punts, i se l'adjudica el jugador que aconsegueixi vèncer en dos d'ells, sense necessitat de disputar-se el tercer si ja s'han aconseguit els dos primers.
Al principi de cada punt, el jugador que serveix i el que rep han de situar-se en diagonals oposades de la zona de servei (vegeu Dimensions de la pista). El servidor ha de colpejar el volant per sota de la cintura perquè aquest aterri a la zona de servei del rival.
En cas d'empat a 20 punts, el set continua fins que s'aconsegueixen dos punts de diferència (per exemple 24-22), fins a un màxim de 30 (30-29 és la puntuació màxima possible). El 6 de maig de 2006 la IBF va aprovar l'actual sistema de puntuació, després d'estar en proves des de principis d'any en les competicions internacionals. Totes les modalitats es disputen a 3 sets de 21 punts cadascun.

### El partit d'individuals
S'inicia amb el servei, que es fa des de l'àrea de servei del costat dret a l'àrea de servei diagonalment oposada.
Si comet falta el jugador que rep, continuarà traient el mateix, però ara des de l'àrea de servei de l'esquerra.
Si comet falta qui serveix, perdrà el servei, el qual passarà a l'adversari. Els serveis sempre es fan tenint en compte la puntuació pròpia. Amb puntuació parell, els jugadors serveixen del costat dret; amb puntuació imparell, del costat esquerre.

### El partit de dobles
El servei es fa en diagonal començant des de l'àrea de servei dret. En el partit de dobles, cada equip té dret a dos treguis (un per cada jugador), excepte al començament de joc. Així, si el jugador servidor comet falta, el seu company haurà de servir. Si novament es comet falta, el servei passa a l'equip contrari. Al recuperar la sacada, aquest es fa sempre des del costat dret.

### El servei
S'ha de fer de manera que el cap de la raqueta estigui, en el moment del colp, més baixa que la mà del servidor. En el moment del colp, a més, la raqueta no ha de sobrepassar la cintura del jugador que serveix. El servei ha d'anar en diagonal al quadrat contrincant. Els tipus de serveis són:
- Servei curt de drive: Amb el grip que s'utilitza quan el volant està a prop de la mà amb la qual agafes la raqueta, es dona un cop amb l'objectiu de posar el volant en joc, el qual ha de caure darrere de la primera línia paral·lela a la xarxa de l'altra pista.
- Servei llarg de drive: Amb el grip que s'utilitza quan el volant està a prop de la mà amb la qual agafes la raqueta, es dona un cop amb l'objectiu de posar el volant en joc, el qual ha de caure al fons de pista del contrincant.
- Servei curt de revés: Amb el grip que s'utilitza quan el volant està allunyat de la mà amb la qual agafes la raqueta, es dona un cop amb l'objectiu de posar el volant en joc, el qual ha de caure darrere de la primera línia paral·lela a la xarxa de l'altra pista.
- Servei llarg de revés: Amb el grip que s'utilitza quan el volant està allunyat de la mà amb la qual agafes la raqueta, es dona un cop amb l'objectiu de posar el volant en joc, el qual ha de caure al fons de pista del contrincant.
- Com es fan les rotacions del servei?

## Galeria d'imatges

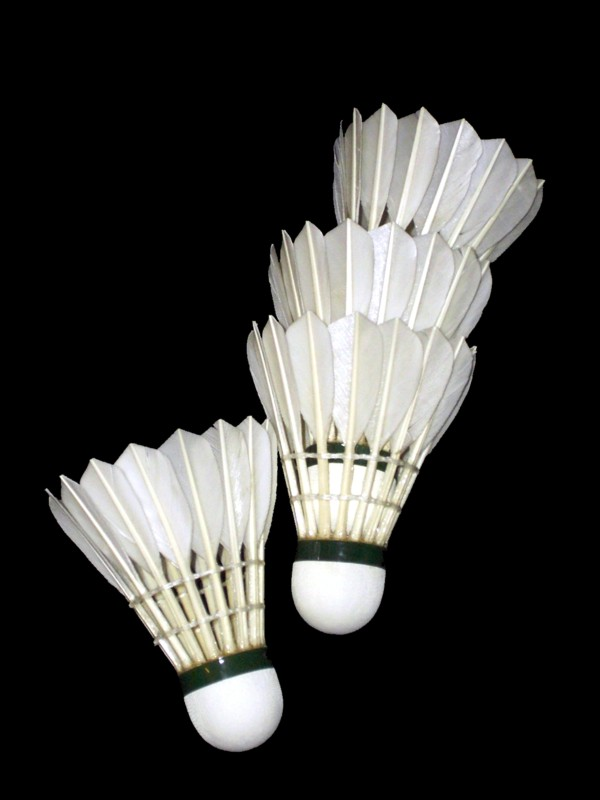
volants per a jugar al Bàdminton
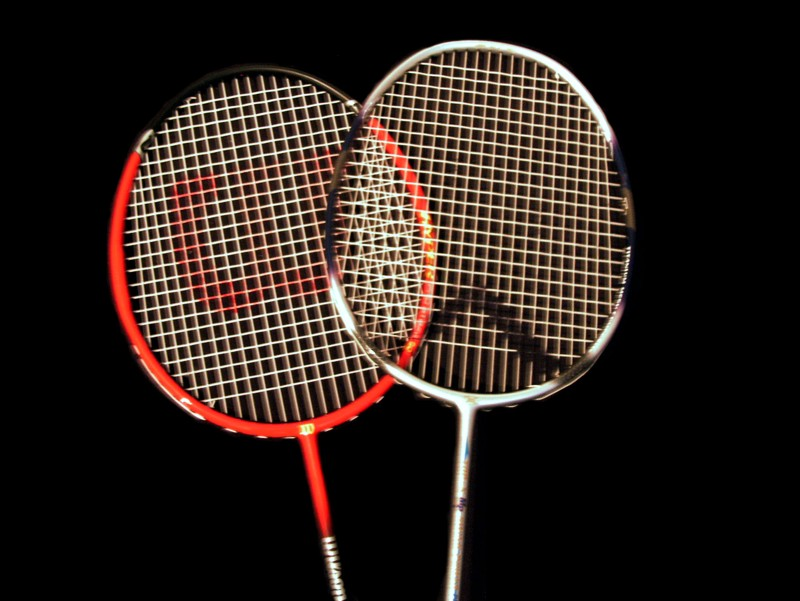
Raquetes de Bàdminton